# Shontel Brown

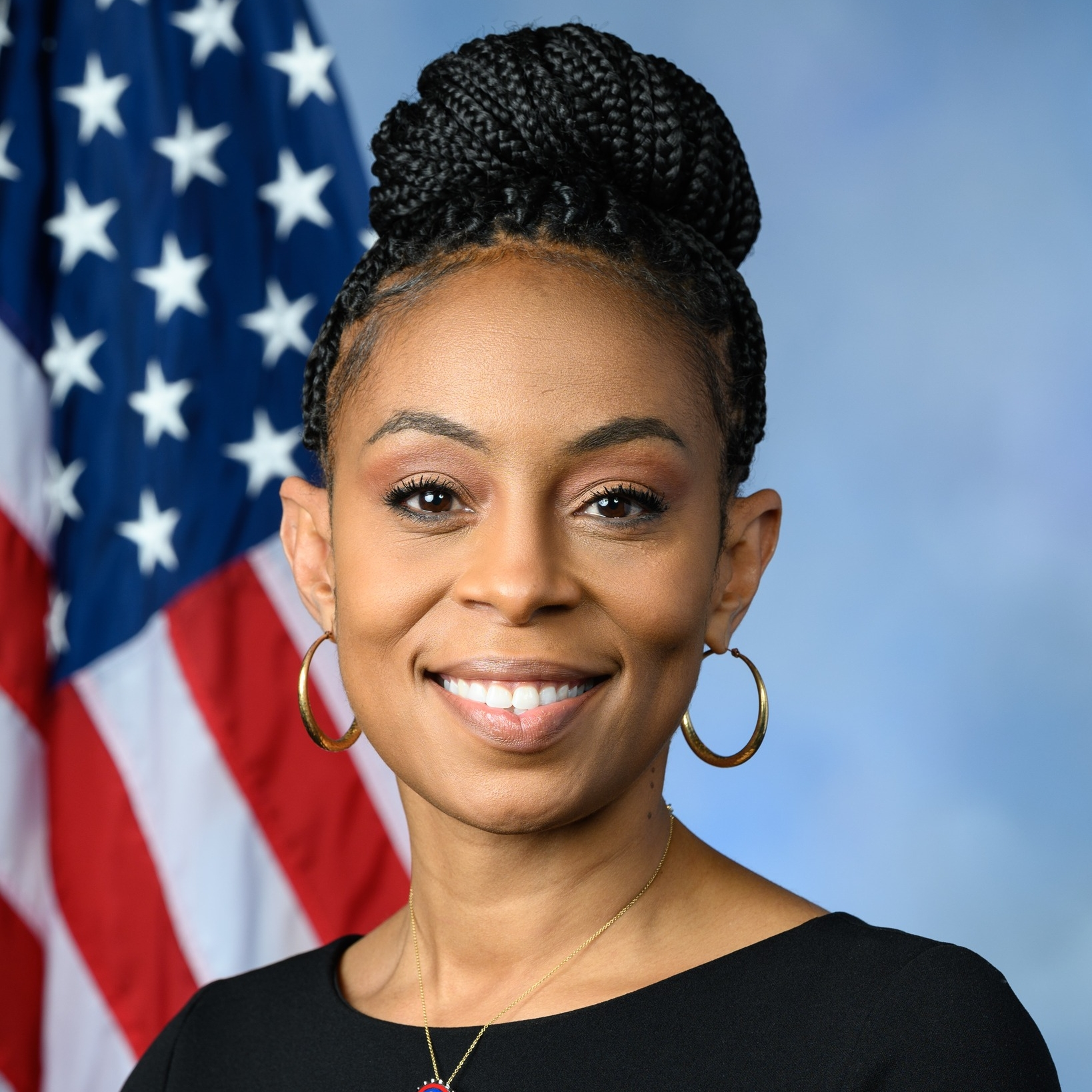
Shontel Brown (2021)

Shontel Monique Brown (* 24. Juni 1975 in Cleveland, Ohio) ist eine US-amerikanische Politikerin der Demokratischen Partei. Seit November 2021 vertritt sie den elften Distrikt des Bundesstaats Ohio im Repräsentantenhaus der Vereinigten Staaten.

## Leben und Ausbildung
Brown erreichte einen Associate Degree in Unternehmensführung am Cuyahoga Community College. Bis 2022 studierte sie an der Wilberforce University, wo sie mit einem Bachelor of Science in Organisationsmanagement abgeschlossen hat. Brown gründete Diversified Digital Solutions, ein Marketingunternehmen.
Sie lebt derzeit in Warrensville Heights.

## Politische Karriere
2011 wurde sie in den Stadtrat von Warrensville Heights gewählt, wo sie drei Jahre im Amt war. 2014 wurde sie als Nachfolgerin der Stadträtin C. Ellen Connally in den Bezirksrat des neunten Bezirks des Cuyahoga County gewählt. Ihr Distrikt umfasste einen Großteil des östlichen Cuyahoga County, einschließlich Warrensville Heights, Bedford, Shaker Heights, Orange (Ohio) und einen Teil des östlichen Cleveland. 2017 wurde sie zur Vorsitzenden der Demokratischen Partei des Cuyahoga County gewählt und besiegte in der Wahl die damalige Senatorin des Senats von Ohio, Sandra Williams, und den Bürgermeister von Newburgh Heights, Trevor Elkins. Nach ihrem Amtsantritt wurde Brown die erste Frau und die erste Afroamerikanerin, die als Vorsitzende der Demokratischen Partei des Cuyahoga County fungierte.

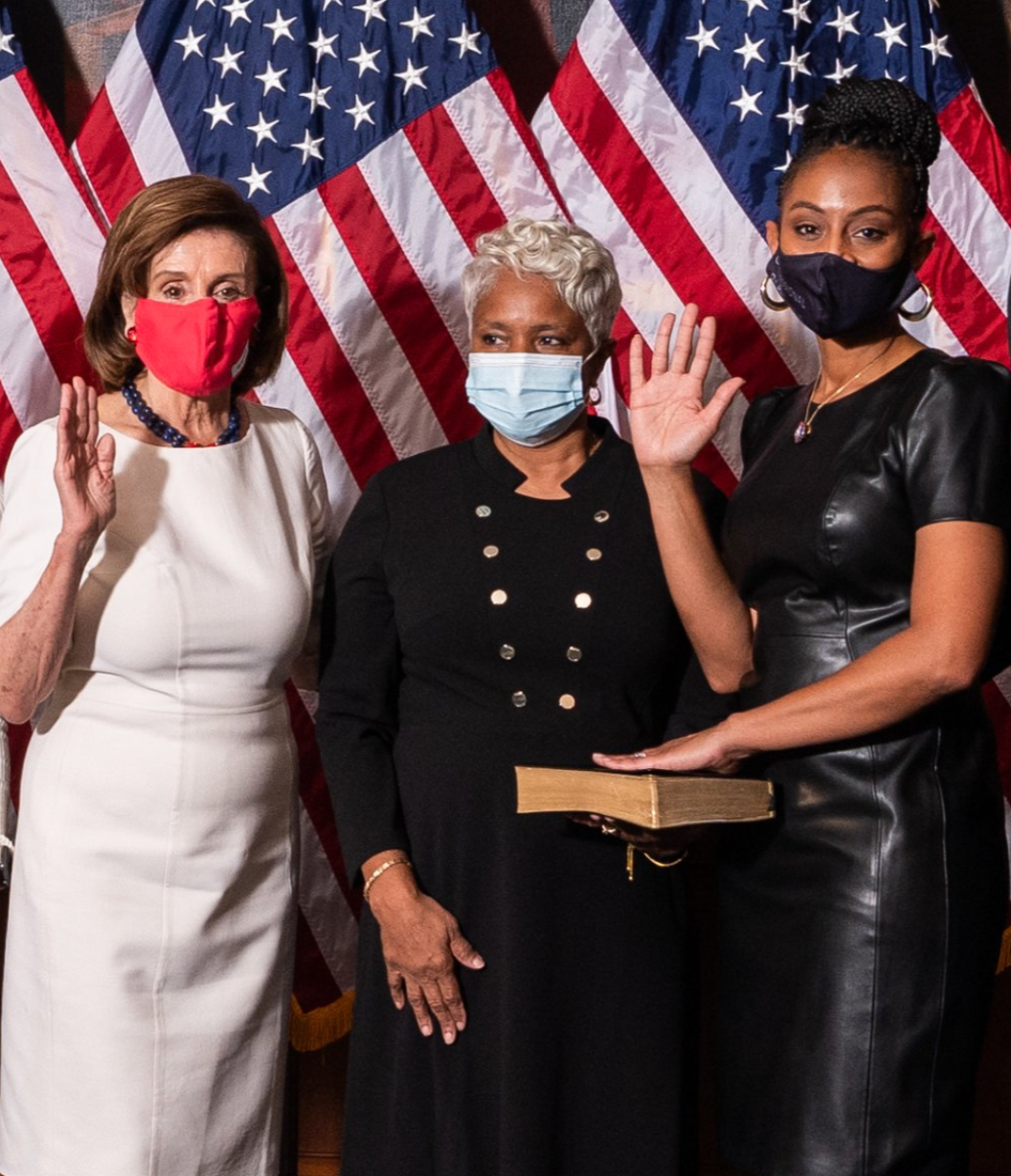
Vereidigung von Shontel Brown durch Sprecherin Nancy Pelosi

### US-Repräsentantenhaus
Im Dezember 2020 nominierte US-Präsident Joe Biden die Repräsentantin des elften Kongresswahlbezirks, Marcia Fudge, als Ministerin für Wohnungsbau und Stadtentwicklung (United States Secretary of Housing and Urban Development), durch ihren Amtsantritt als Kabinettsmitglied wurde ihr Sitz im Repräsentantenhaus vakant. Brown kündigte daraufhin ihre Absicht an, bei den Nachwahlen für den Sitz von Fudge anzutreten und reichte am 9. Dezember die Anmeldung bei der Federal Election Commission ein. Sie war eine von sieben Kandidaten, die im Bezirk antraten. Mehrere namhafte Demokraten unterstützten Browns Kandidatur, darunter die ehemalige US-Außenministerin und demokratische Präsidentschaftskandidatin von 2016, Hillary Clinton, der Whip im Repräsentantenhaus der Vereinigten Staaten, Jim Clyburn, sowie die Abgeordnete dort, Joyce Beatty.
Brown gewann die Vorwahlen am 3. August mit 50,2 Prozent der Stimmen, sowie die Parlamentswahlen am 2. November und besiegte die Republikanische Kandidatin Laverne Gore. Sie wurde am 4. November 2021 während des 177. Kongresses gemeinsam mit dem Republikaner Mike Carey  vereidigt.
Die Primary (Vorwahl) ihrer Partei am 3. Mai für die Wahlen 2022 konnte sie mit 66 % klar gewinnen. Am 8. November 2022 gewann sie die Wahl gegen Eric Brewer von der Republikanischen Partei deutlich. Bei der folgenden Kongresswahl 2024 hatte Shantel Brown in der Demokratischen Partei keine Herausforderer, während sich bei den Republikanern Alan Rapoport für die Hauptwahl zum 119. Kongress qualifizierte. Bei der Hauptwahl im November setzte sich Brown mit 78,3 % gegen Rapoport durch. Ihre aktuelle Legislaturperiode im Repräsentantenhaus des 119. Kongresses dauert bis zum 3. Januar 2027

### Ausschüsse
Brown ist aktuell Mitglied in folgenden Ausschüssen des Repräsentantenhauses:
- Committee on Agriculture
  - Biotechnology, Horticulture, and Research
  - Nutrition, Oversight, and Department Operations
- Committee on Oversight and Reform
  - Economic and Consumer Policy
  - Government Operations

Außerdem ist sie Mitglied im Congressional Black Caucus, der New Democrat Coalition sowie im Congressional Progressive Caucus.